# Talakag
Talakag é um município de  primeira classe de renda municipal (d) na província Bukidnon, nas Filipinas. De acordo com o censo de 1 de maio  de  2020 possui uma população de 77 027 pessoas e 16 532 domicílios.